# 漢文訓読
漢文訓読（かんぶんくんどく）とは、漢文の語順構成を維持しながら、訓点を付して日本語の文体に置き換えて読解すること。

## 概要
古くは乎古止点（をことてん、旧：をことてむ）によって、漢文に「を」や「こと」などを補うのに興り、返り点（かえりてん、旧：かへりてむ）で読む順番を示したり、送り仮名や句読点、片仮名などで日本語の訓で読む助けにしたりして発展した。ヲコト点・返り点・送り仮名・振り仮名などを総称して訓点という。

## 漢文訓読語

### 訓読語の特徴
漢文を訓読の形にして読解したものを、個別言語・クレオール言語の一種として漢文訓読語（かんぶんくんどくご、英語: Kanbun）あるいは単に訓読語（くんどくご）と呼ぶ。漢文訓読自体は漢文が中国大陸から入るようになった古代の段階で既に存在したと考えられているが、その語形が表記されるようになったのは、9世紀頃とされている。漢文訓読語では、文章そのものには触れず、読解時に日本語の文法に合わせて上下を転倒して適切な助詞・助動詞・活用語尾などを補い、それ以外のものは漢語として読んでいく方法が取られる。そのため、訓読自体も漢語の影響を受けやすく翻訳口調になることもある。一方で、その歴史の長さから古い日本語の形態を現代に伝える読み方や反対に仮名文字の発生以後行われなくなってしまったものや類似の意味の日本語に置き換えられたものもある。
また、漢文訓読語においては、音韻面ではイ音便は～テ・～デ、ウ音便は～ス・～シテに続く場合が多いが助動詞のイ音便・ウ音便は少ない。チ・リからッに転じる促音便が多い（ただし古くは大文字のツを用いた）。撥音便では、ニ・リ・ビ・ミからンに転化したものが訓読には多いが反対に助動詞の撥音便は少ない。これは通常行われていた古代日本語とは反対の傾向を示している。語法面では「来る」「蹴る」は一般的なクル・ケルとは読まずにキタル・クヱルと読ませていた。使役用法に用いるサスは用いずにシスを用いた。打消のザリの連体形ザル・已然形ザレは訓読独自の用法であり、一般的にはそれぞれヌ・ネを使用した。推量のラム・メリ・ケム・ラシ、伝聞推定のナリ・係助詞のコソは訓読では少なく、係助詞ナムや終助詞・間投助詞はほとんど用いられなかった。反対に、比況の「ゴトシ」は、本来は訓読のみに用いられた用法であった。

### 歴史的な変遷
漢文訓読は9世紀頃までは個々の間で比較的自由に解釈されていたと見られている。ところが、10世紀に入ると家学（お家流）の成立によって菅原氏・大江氏・藤原氏など紀伝道・明経道のそれぞれの家（いわゆる「博士家」）で漢文訓読の流派が成立し、更にそれぞれの一族内でも家系によって訓読方法が異なる例もあった。また同様に、漢文経典を採用していた仏教の宗派間でも経典の訓読方法が宗教的な論争に至る例もあった。とはいえ、漢文訓読体という1つの表現手法が広く日本社会で受容されたのがこの時期であったのも事実である。
13世紀に宋学や禅宗が伝来すると、当初はこれらも従来の漢文訓読で解釈されていた。だが、口語体の変化に伴う乖離の拡大と博士家による独占的な漢文訓読の強要に反発して、岐陽方秀や桂庵玄樹ら禅僧を中心に新たな訓法(漢文訓読法)を模索する動きが強まり、中世後期から近世にかけてより口語に近い漢文訓読や反対により原文に忠実な漢文訓読なども行われるようになった。

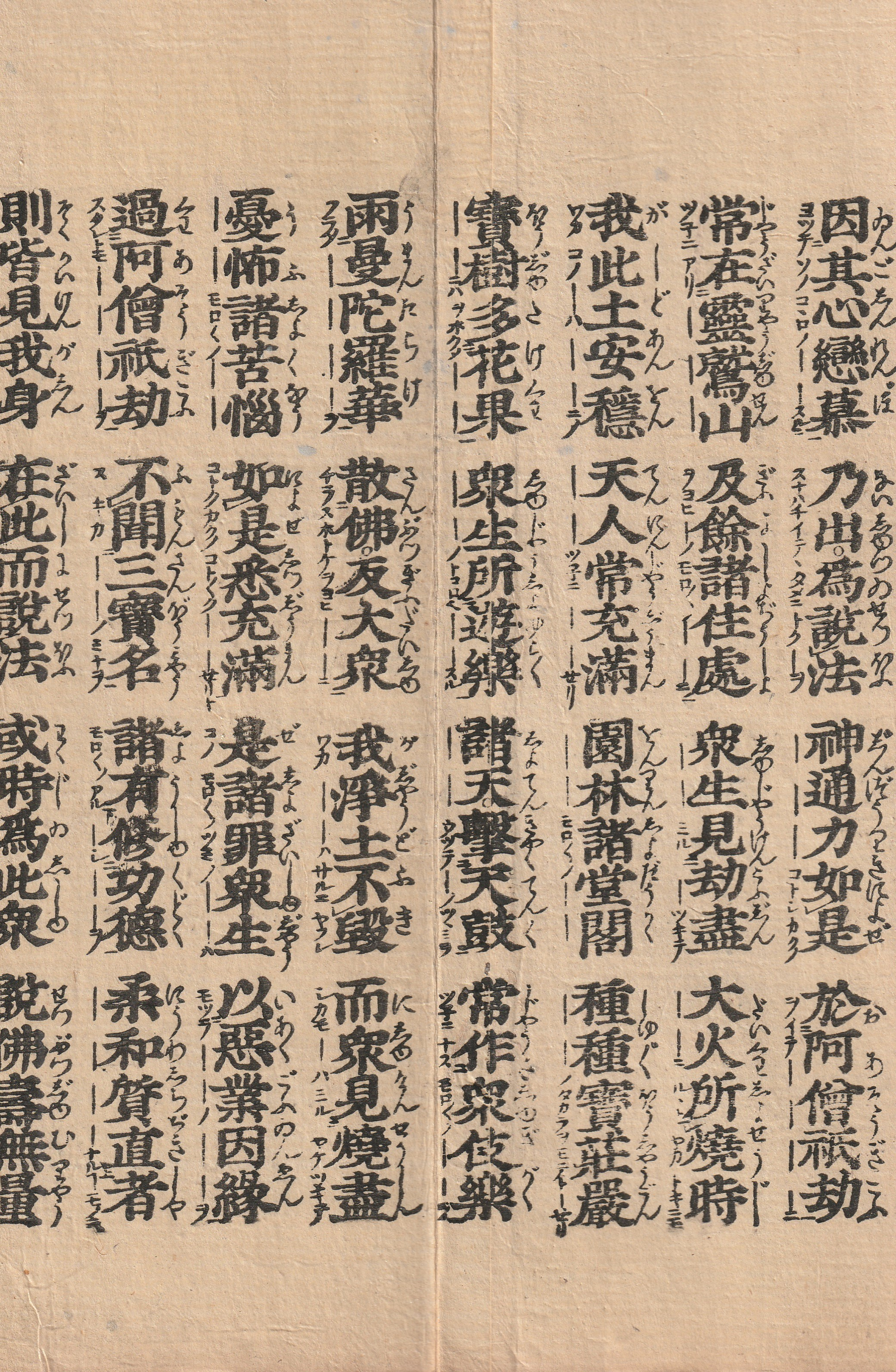
直読と訓読を併記した「両点本」の一例。原漢文の経文の右側に字音直読用の平仮名を、左側に漢文訓読用の訓点を施す。両点本は、漢訳仏典や『千字文』でときどき見られる。この画像は江戸期の『法華経』の折り本で、如来寿量品第十六の自我偈の一部。

仏教界では自己宗派の正当性に関わる問題だけに、漢文訓読の方法論の改革には慎重な姿勢がみられた。在家信者の勤行では、仏教経典の読経は字音直読のみで行うのが普通である。寺院における僧侶の読経については、多くの宗派において、字音直読による読誦とあわせて、漢文訓読による読誦も行われている。ただし、漢文訓読による読誦は「正行」ではなく「助行」と位置づけられることが多い。
江戸時代から明治初期の知識人は、漢文を教養素地として漢文訓読を重要視してそれぞれの受けた教育や立場に基づく漢文訓読を行う態度を示している。なお、江戸時代から明治期に、「漢文訓読語」で初版が出版され、その後、復刻されたものとして、『和漢三才図会』、『標註訂正康煕字典』などを挙げることができる。

### 学校教育の訓読法
現在の学校の教科書に見られる漢文訓読法が確立したのは意外に新しく、明治の末年である。江戸時代までは、各藩の藩校や漢学者の学統ごとに、異なる風格やスタイルの漢文訓読が行われていた。明治時代、近代的な学校制度の整備が進み、全国一律の漢文教育が行われるようになると、文部省は、服部宇之吉をはじめとする当時の学者に依頼して、教科書用の漢文訓読法の整理統一を進めた。その結果は、明治45年(1912年)に「漢文教授ニ関スル調査報告」として発表された。その後、今日に至るまで、これに替わる公的な指針を政府は示していない。21世紀現在でも、文部省の検定教科書に掲載する漢文や、大学の入学試験に出題される漢文については、「漢文教授ニ関スル調査報告」が示す漢文訓読法の基準に依拠している。

## 漢文訓読文
漢文訓読したものを更に日本語の文体として書き直した日本語文章を漢文訓読文（かんぶんくんどくぶん）あるいは単に訓読文（くんどくぶん）と呼ぶ。一般に訓み下し文・書き下し文とも呼ばれている。訓読したものを日本語の文章にしたものであるから文語体の仮名交文として表記され、日本語の口語文にまで直したもの(現代語訳)は含まれない。
普通は漢字片仮名交り文で書かれるが、全文平仮名文、全文片仮名文の例も存在し、漢文訓読文をそのまま引用する場合にはその原文に従って引用されるのが一般的である。また、近年においては片仮名を原文の漢字に対する振り仮名、平仮名を原文に付されたヲコト点に対して用いる訓点資料もある。
漢文訓読文は奈良時代から行われていたことが、『続日本紀』宣命から推定されている。訓読記号を持つ現存最古の資料の１つに奈良時代の写本『続華厳経略疏刊定記』があり、語順符という読み順を示す漢数字が付けられている。奈良時代末期の延暦2〜7年(783-788)ごろ付けられたと考えられる。全文に訓点が施されているわけではないが、読解のための補助的な役割をしていたと考えられる。また、『枕草子』や『源氏物語』などにも漢文訓読文からの引用部分が見られる。中世以後、初学者や民衆向けに漢文訓読体で書かれた歴史書や儒学書、仏教経典などが現れるようになったほか、軍記物語などにも影響を及ぼしている。江戸時代には庶民向けを中心に広く定着した。なお、明治から昭和前期にかけて公文書や新聞・雑誌に用いられた「普通文」と呼ばれる文語文（文語体日本語）は漢文訓読体の影響を受けて発達した文体であると考えられている。

## 乎古止点（乎己止点・ヲコト点）
漢文を読む心おぼえのため、漢字の周りや内部に点や棒線などの符号をつけることによって、その符号の位置で助詞や助動詞などを表し、音節など区切りを示して訓読の補助にする朱点並びに記号をいう。中国で文字の発音を示すため四隅に加える声点に倣って工夫したものと思われるが、奈良時代には始まったとされ、平安朝時代に学僧・漢学者の間に発達し、読み方を秘伝とし、寺院・漢学の博士家において流儀の相違がある。鎌倉時代以後、これを実用としなくなって後も、文字と共に写し伝えている。
「てには点」「てにをは点」とも称し、おこと点と呼ぶのは点図の右上方の隅からの右上から時計回りに「ヲ、コト、ト、ハ、…」となるからである。流派や時代によってそれぞれ符号の数や位置が異なり、その中で朝廷の儒者であった清原家によって使用された明経点や、菅原家の儒者によって定められ、院政期以降に用いられた紀伝点など、百を超える種類があるといわれている。江戸期の文献（尾崎雅嘉・著「蘿月庵國書漫抄」）の図をもって、描写すれば、右上隅が「ヲ」にとられ、以下、時計回りに「コ」「ト」、「ハ」、「爪」、「ヲ」、「カ」、「ニ」、「ム」の順となっている。
それらの表示（点図）を集めたものを「乎古止点譜」という。

## 訓点の種類
語の読む順を示すときに用いられた補助記号で、字の左上に書かれるレ点のほか、字の左下に書かれる一二三点や上（中）下点などがある。

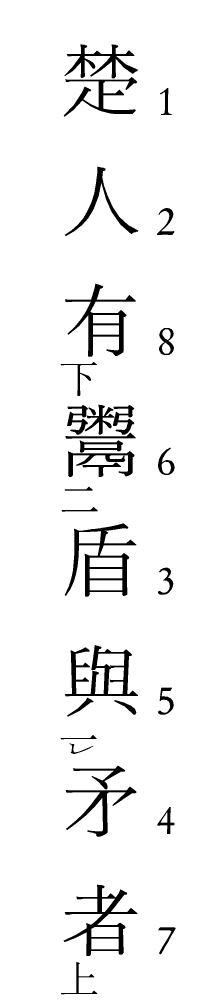
漢字の左にある「レ」「上」等が返り点である。参考に読む順番を右に示した。適宜送り仮名を施して、「楚人に盾と矛とを鬻（ひさ）ぐ者有り」と読む。

### 句読点
句点「。」、読点「、」。並列点（・）。
語句の関係を明瞭にするために用いるもの。（例）學而時習之、不亦説乎。
詩賦・駢文は、固有の体裁に従って句点のみを施す。

### 返り点
レ点（雁点）
レ点のついている字をまず読んだ後にその字の上の字を読む。レ点で済む部分は全てレ点で済まし、その他の二字以上返る返り点も上位の返り点がどうしても必要な部分以外は最下位の一二点で済ます。
レ点のつくところで改行すると、次の行の先頭にレ点がある。これは以下に紹介する返り点にはない属性である。
点の形がカタカナのレに似ていたことが呼び名の由来である。かつては雁金点（かりがねてん）と称された。当初は文字と文字の間に「∨」のように書かれ、その形が雁の飛ぶ様に見えたためである。
例：読レ書　不レ明　欲レ食レ肉　不レ可レ不レ許
一二(三)点
一、二、(三)のついている順に読む。以下同様。二字以上返るときに使う。
三まではよく登場し、四は時折登場するが、五以上が登場することは稀である。後述の珍しい例では九（正しくは十）まで確認されており、後述の欧文訓読ではそれ以上の用例もある。
例：登二泰山一　令二趙王鼓一レ瑟　送三元二使二安西一　令四諸君知三天之亡レ我、非二戦之罪一。
上(中)下点
しくみは一二点と同じ。一二点の範囲をまたぐときに用いる。但し返るのが1回だけのときは中は使わず上と下を使う。
例：客有下能為二狗盗一者上　勿下以二悪小一為上レ之　不下為二児孫一買中美田上
甲乙(丙)点
しくみは一二点・上(中)下点と同じ。上下点の範囲をまたぐときに用いる。また、一二点の範囲をまたぎ3回以上連続で2字以上返る場合は、一二点より上位の返り点が4つ必要だが、上(中)下点は3つまでしかないため、上(中)下点を飛ばしてこの甲乙(丙)点を使用する。
甲乙丙点は理論上は癸までの10個あるといえる。後述の珍しい例では己まで確認されており、後述の欧文訓読では癸まで使った上に十二支を使っている例もある。
例（上下点を挟む場合）：盍乙以下善二漢文一者上従甲　君子不乙以下其所二-以養一レ人者上害甲レ人　謂丙不下以二衆人一待中其身上、而以二聖人一望乙於人甲。
例（一二点を挟んで4文字以上返る場合）：観レ此知丁仏典不二全誣一小説稗官亦不丙全出乙虚構甲（なお、一二点を挟んで4文字以上返るために甲乙丙丁点を使った後、それを更に挟んで返る場合は、上下点を用いる。）
天地(人)点
しくみは一二点・上(中)下点・甲乙(丙)点と同じ。甲乙丙点の範囲をまたぐときに用いる。但し返るのが1回だけのときは人は使わず天と地を使う。
例：使人籍誠不乙以下蓄二妻子一憂中飢寒上乱甲レ心、有レ銭以済地医薬天。
元亨(利貞)点もしくは乾坤点
天地人点の範囲をまたぐときに用いるとされる。「元亨利貞」は易の言葉である。この記号を使わなければ訓読できないほど構造の込み入った文は、まれである。
ハイフン（竪点）
熟語をひとまとまりに扱う。2字以上の熟語に返ってくる時に使う必要が出てくる。例えば、
吾日三二-省吾身一
は「吾日に吾が身を三省す」と読む。「身」を読んだ直後に「三省」を読むのである。また、この場合、二点はハイフンで繋がれた熟語の1字目の左下につける。
二字ずつに分割できる四字熟語に返る場合は、「取二-捨選三-択書物一」のように、返る四字熟語を2字ずつハイフンで繋いで、一から返るならばその前側に二、後ろ側に三とする（実際には返る前の返り点によって変わる）特殊な形を取る。
三字の熟語に返る場合は、「奴二-僕-視之一」のように、返る熟語の文字を全てハイフンで繋いで、ハイフンで繋がれた熟語の1字目の左下に返り点を付ける。四字熟語でも意味的に二字ずつに分割できない場合や、五字以上の熟語でも基本的にはそれに準ずる。ただ後述の珍しい例では、二字ずつから成る長い語句に返る場合に二字ずつ返り点を付けている例も見られる。

#### 再読文字
まず返り点を無視して一度読んだ後、返り点に従ってもう一度読む文字のことを再読文字という。書き下し文にする場合は、一度目の読みは漢字で、二度目は平仮名で書く。例えば、
過猶レ不レ及
という文の「猶」は再読文字であり、「なホ…ごとシ」と読む。書き下し文にすると、
過ぎたるは猶ほ及ばざるがごとし。
となる。再読文字には他にも、「未（いまダ…（セ）ず）」「将（まさニ…（セ）ントす）」「宜（よろシク…（ス）べし）」などがある。

### 送り仮名
縦書き漢文の場合。通常は漢字の右傍下方に片仮名を添える。再読の場合は左傍下方に片仮名添える。伊勢貞丈は『安斎随筆』で「助仮名」としている。かつては捨仮名の名称もあった。

## 補読
原漢文にないが、日本語の訓読文で必要な言葉を補って訓読することを補読（ほどく）と言う。

### 副詞化された名詞
副詞化された名詞には、「のごとく」「もて」「として」の何れかを補う。
「のごとく」
副詞化された名詞が比喩・様態を表す場合には「のごとし」を補う。
副詞化された名詞が動詞を修飾する例。
- 蛇行：蛇のごとく行く。
- 雲散霧消：雲のごとく散り霧のごとく消ゆ。

副詞化された名詞が形容詞を修飾する例。
- 漆黑：漆のごとく黑し。

「もて」
名詞が手段・方法を表す場合には「もて」を補う。
- 毒殺：毒もて殺す。
- 文化：文もて化す。
- 白眼視：白眼もて視る。
- 左手持卮、右手畫蛇（『戦国策』斉策二）：左手もて卮を持し、右手もて蛇を畫く。
- 擧觴白眼望靑天（『飲中八仙』）：觴を擧げ白眼もて青天を望む。

「もて」は現代日本語の「で」に相当する。
「として」
名詞が身分・地位を表す場合には「として」を補う。
名詞が動作主と同じ例。
- 客死：客として死す。
- 君臨：君として臨む。

名詞が動作主と異なる例。
- 師事：師として事ふ。
- 兄事：兄として事ふ。

## 現代のUnicodeにおける訓点の定義
Unicodeでは、3190から319Fのコードポイントにかけて上記返り点と、文字同士をつなげる縦線が定義されている。ただし、一レ点、上レ点などはない。
| 記号 | Unicode | JIS X 0213 | 文字参照          | 名称                                |
| ---- | ------- | ---------- | ----------------- | ----------------------------------- |
| ㆐   | U+3190  | -          | &#x3190; &#12688; | IDEOGRAPHIC ANNOTATION LINKING MARK |
| ㆑   | U+3191  | -          | &#x3191; &#12689; | IDEOGRAPHIC ANNOTATION REVERSE MARK |
| ㆒   | U+3192  | -          | &#x3192; &#12690; | IDEOGRAPHIC ANNOTATION ONE MARK     |
| ㆓   | U+3193  | -          | &#x3193; &#12691; | IDEOGRAPHIC ANNOTATION TWO MARK     |
| ㆔   | U+3194  | -          | &#x3194; &#12692; | IDEOGRAPHIC ANNOTATION THREE MARK   |
| ㆕   | U+3195  | -          | &#x3195; &#12693; | IDEOGRAPHIC ANNOTATION FOUR MARK    |
| ㆖   | U+3196  | -          | &#x3196; &#12694; | IDEOGRAPHIC ANNOTATION TOP MARK     |
| ㆗   | U+3197  | -          | &#x3197; &#12695; | IDEOGRAPHIC ANNOTATION MIDDLE MARK  |
| ㆘   | U+3198  | -          | &#x3198; &#12696; | IDEOGRAPHIC ANNOTATION BOTTOM MARK  |
| ㆙   | U+3199  | -          | &#x3199; &#12697; | IDEOGRAPHIC ANNOTATION FIRST MARK   |
| ㆚   | U+319A  | -          | &#x319A; &#12698; | IDEOGRAPHIC ANNOTATION SECOND MARK  |
| ㆛   | U+319B  | -          | &#x319B; &#12699; | IDEOGRAPHIC ANNOTATION THIRD MARK   |
| ㆜   | U+319C  | -          | &#x319C; &#12700; | IDEOGRAPHIC ANNOTATION FOURTH MARK  |
| ㆝   | U+319D  | -          | &#x319D; &#12701; | IDEOGRAPHIC ANNOTATION HEAVEN MARK  |
| ㆞   | U+319E  | -          | &#x319E; &#12702; | IDEOGRAPHIC ANNOTATION EARTH MARK   |
| ㆟   | U+319F  | -          | &#x319F; &#12703; | IDEOGRAPHIC ANNOTATION MAN MARK     |

## 読解
楚人有鬻盾與矛者（『韓非子』「難編（一）」）
という句があり
楚人有下鬻二盾與一レ矛者上
と返り点を付されていたとき、まず下、二が付されている字を飛ばして次の字へ読み進む。レ点はそれが付されている字の上の字を飛ばして付されている字をまず読み、つぎに上の字に返って読めという指示である。次の字に新たに返り点があればそれに従う。即ち、例句は
楚人盾矛與鬻者有
（楚人に盾と矛とを鬻ぐ者有り）という順で読むということを示す。　(「鬻」は「ひさぐ」。売ること。　「與」は「ともに」)
最後に現代日本語に訳すると
楚の人に、盾と矛とを、ともに売る者があった。

## 漢字を読む順番のパターンと返り点
漢字3文字の場合（ABCの順に読むものとする）は、読む順番6通り全てを返り点（とハイフン）で表すことができる。
- ABC（返り点なし）
- ACレB
- BレAC
- B二-CA一
- C二AB一
- CレBレA

漢字4文字の場合は（ABCDの順に読むものとする）読む順番は理論上24通りとなるが、×印を付けたものは返り点（とハイフン）で表現できない順番である。
- ABCD（返り点なし）
- ABDレC
- ACレBD
- AC二-DB一
- AD二BC一
- ADレCレB
- BレACD
- BレADレC
- B二-CA一D
- B二-C-DA一
- ×BDAC
- ×BDCA
- C二AB一D
- ×CADB
- CレBレAD
- ×CBDA
- C二-DAB一
- C二-DB一レA
- D二ABC一
- D二AC一レB
- D二BレAC一
- D三B二-CA一
- DレC二AB一
- DレCレBレA

## 返り点の珍しい例
- 未五嘗不四嘆二-息痛三-恨於桓霊一也
  - 一二点を「五」まで使っている例。四字熟語に返るパターンも含まれている。
- 応下（→十）-当一心受二-持読三-誦書四-写解五-説供六-養恭七-敬尊八-重讃九-歎是涅槃経一
  - 「是涅槃経」から返るのだが、「受持」から「讃歎」までが四字熟語に返るパターンの長くなったものとなっており、しかも一二点が「九」まで使われているのも珍しく、その上返り点に従えば最後に読むことになる「応当」（実際には再読文字なので最初にも読んでいるが）の返り点は原文では「下」となっているが、これは「十」の誤りと考えられる。
- 誠宜戊有三以奉二其職一、使丁四方後代、知丙朝廷有二直言骨鯁之臣一、天子有乙不二僭賞一、従レ諫如レ流之美甲。
  - 甲乙点を「戊」まで使っている例。この場合の甲乙点は一二点を直接包含しており、本来ならば上下点に相当するレベルで5つ必要なため上下点の代わりに甲乙点を使っているパターンに該当する。
- 若聴己我等於二仏滅後一在二此娑婆世界一懃加二精進一護乙-持読丙-誦書丁-写供戊-養是経典甲者
  - 甲乙点を「己」まで使っている例。この場合も前例と同じく、甲乙点は一二点を直接包含しており、本来ならば上下点に相当するレベルで6つ必要なため上下点の代わりに甲乙点を使っているパターンに該当する。四字熟語に返るパターンの長くなったものも含まれている。
- 或有坤背レ充以要二権貴一者乾[25]
  - 乾坤点の使用例だが、通常ならば上下点に相当するレベルで使われている。
- 何不レ令丁人謂二韓公叔一曰地秦之敢絶レ周而伐レ韓者、信二東周一也、公何不下与二周地一発二質使一之上レ楚、秦必疑レ楚、不レ信レ周、是韓不天レ伐也、又謂レ秦曰丙、韓彊与二周地一、将三以疑二周於秦一也、周不乙敢不甲レ受[26]。
  - 本来ならば天地点に相当するレベルで4つ必要なため、天地点と甲乙点を逆転させている例。
- 且全乙翁之遺蹟甲。
  - 本来ならば一二点のレベルで充分なのだが、なぜか甲乙点が使われている例[27]。

## 日本以外における漢文訓読
日本において独自に発達したと考えられているが、朝鮮半島の釈読口訣や、契丹、ウイグルなどにおいても同様の返り読みの試みが見られ、自国の言語で訓読的な解釈方法が行われた地域が必ずしも日本に限定されたものではなく、中心地域の権威語に対する周辺諸地域における共通の受容法ではないかとする見解もある。

## 欧文訓読（蘭文訓読・英文訓読）
江戸時代の蘭学の時代には、オランダ語の文章を漢文のように訓読して読解することがあり、その流れで明治期の英語教育でも漢文のように英語を訓読していた。英文の返り点は、漢文式では例えば「I loveレyou」や「I have二a dream一」などといった具合であった。ただ欧文（蘭文・英文）訓読の場合は漢文式の返り点法ではどうにも返り点を付けられない場合も多々あり、そういった場合などは一語ずつ順番を示す方法が取られていた。一語ずつ順番を示す方法のみを採用した書籍も多く、その方法での例は「O一yes二.May四Jane一go三,too二?」（欧文訓読による訳文：「ヲー然リ、ゼーンガ亦行キ得ルカ」）などというものであった。その表記方法も漢数字だったりアラビア数字だったり、あるいは「上中下点」に相当するものだとアルファベットだったりと統一されていなかった。
欧文訓読でできた日本語の訳文は、直訳的な方法であったため、日本語としては不自然なものも多くあったが、そのような訳文の表現は、やがて日本語の新たな表現として使用されるようになったものも多い。例えば、
- 「one of the most…（…est）」→「最も…の一つ」
- 「too A to B」→「Bするには余りにAすぎる」
- 「from the…point of view」→「…の見地からすれば」

などといったものがそれであり、「翻訳調」、「欧文脈」、「欧文直訳的表現」などと呼ばれている。
明治も半ばを過ぎると、欧文訓読や表記としての英文返り点は廃れ、和訳文も直訳調から以前よりはこなれた日本語になったものが多くなっていった。この戻り訳的な手法は、問題点として、前述のように直訳的な方法であるため日本語としては不自然になることが多々あるのと、英文読解には役立つが、英語で話すことやリスニングには向かないことが挙げられる。そのため時代が下るにつれて、英語教育は英語を英語で考えることがもてはやされ、それが主流となっていった。
一語ずつ順番を示す方法の場合、蘭文訓読の十干の返り点では「癸」まで全て使った上に十二支の「子」から「辰」まで使った例があり、英文訓読の漢数字の返り点では「廿」を使った例もある。

## 訓読派と音読派の対立
大学の中国文学科などで漢文を読む際は、1.訓読、2.現代中国語発音での音読、3.両者併用、の3パターンが主にあり、大学教員それぞれに異なる。
倉石武四郎は、学者は訓読でなく中国語発音での音読により漢文を読むべきだと主張した。江戸時代の荻生徂徠も同様の主張をした。吉川幸次郎も同様の主張をしたが、漢詩に限っては訓読のほうが良いとした。岡田正三や安達忠夫は日本語発音での音読を提唱した。
土田健次郎は、中国の古典が日本の古典でもあるという歴史的経緯の観点から、訓読を軽視すべきでないとしている。フランス国立東洋言語文化学院（INALCO）でも、日本学の一環として訓読が学ばれている。